# Marc Dansou
Marc Pascal Pierre Dansou (* 3. November 1983 in Paris) ist ein französisch-beninischer Schwimmer.

## Laufbahn
Für das westafrikanische Land Benin nahm Dansou als einer von sieben Startern an den Olympischen Sommerspielen 2020 teil. Bei den tatsächlich im Jahr 2021 ausgetragenen Spielen in Tokio trat er im Freistil über die 50-m-Distanz im Tokyo Aquatics Centre an. Dabei schied er in Vorlauf 4 mit einer Zeit von 24,99 s aus. Weitere internationale Teilnahmen hatte Dansou u. a. bei den Schwimmweltmeisterschaften 2003 (Start über 100 m Brustschwimmen und 200 m Lagen) und den Kurzbahnweltmeisterschaften 2021 (100 m Freistil).

## Familie
Sein Bruder ist Aloïs Dansou, der 2004 und 2008 für Benin an den Olympischen Spielen teilnahm.